# Office du Reich à la Justice
L'office du Reich à l'Intérieur était un ministère de l'Empire allemand créé en 1876 et chargé de la politique juridique. Le responsable de l'office porte le titre de « secrétaire d'État ».

## Secrétaires d'État
| Secrétaire d'État à l'office du Reich à la Justice |                  |                 |
| Nom                                                | Début            | Fin             |
| Heinrich Friedberg (1813–1895)                     | 21 décembre 1876 | 30 octobre 1879 |
| Hermann von Schelling (1824–1908)                  | 19 novembre 1879 | 31 janvier 1889 |
| Otto von Oehlschläger (1831–1904)                  | 19 février 1889  | 2 février 1891  |
| Robert Bosse (1832–1901)                           | 2 février 1891   | 24 mars 1892    |
| Eduard Hanauer (1829–1893)                         | 2 avril 1892     | 30 avril 1893   |
| Arnold Nieberding (de) (1838–1912)                 | 11 juillet 1893  | 25 octobre 1909 |
| Hermann Lisco (1850–1923)                          | 25 octobre 1909  | 5 août 1917     |
| Paul von Krause (de) (1852–1923)                   | 7 août 1917      | 13 février 1919 |

## Sources
- (de) Cet article est partiellement ou en totalité issu de l’article de Wikipédia en allemand intitulé « Reichsjustizamt » (voir la liste des auteurs).